# Mediciones EMF

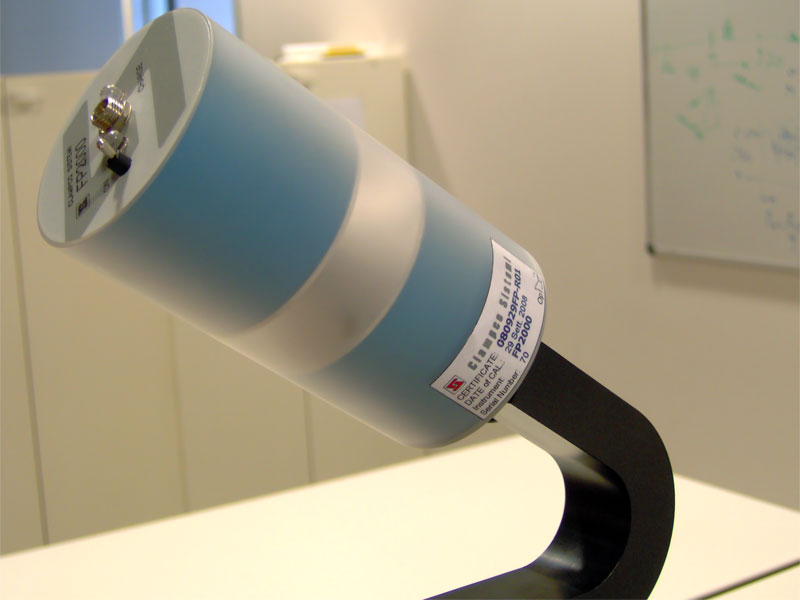
Sonda CEM FP2000 (range 100 kHz – 2500 MHz

Las mediciones EMF (Electromagnetic Field) o de campo electromagnético CEM son medidas realizadas con sondas y sensores. Estas sondas pueden ser consideradas como si fueran antenas aunque sean proyectadas con características diferentes. Para obtener una medición precisa y fiable las sondas tienen que construirse de manera que no perturben el CEM evitando cualquier tipo de acoplamiento y de reflexión.
Las mediciones EMF o CEM son cada vez más importantes y vienen utilizadas para determinar constantemente la exposición humana y ambiental a las radiaciones no ionizantes.
Las mediciones EMF o CEM se pueden clasificar en dos tipos:
- medida de banda ancha (broadband), se utilizan equipos de medida de banda ancha capaces de relevar cada señal dentro de una amplia gama de frecuencia. Se utiliza una sonda isotrópica.
- medidas selectivas en frecuencia, para este sistema de medición se utiliza analizadores de espectro o receptores de banda ancha selectivos en frecuencia.

Para hacer estos tipos de mediciones se usan diferentes tipos de sondas.

## Medición isotrópica ideal

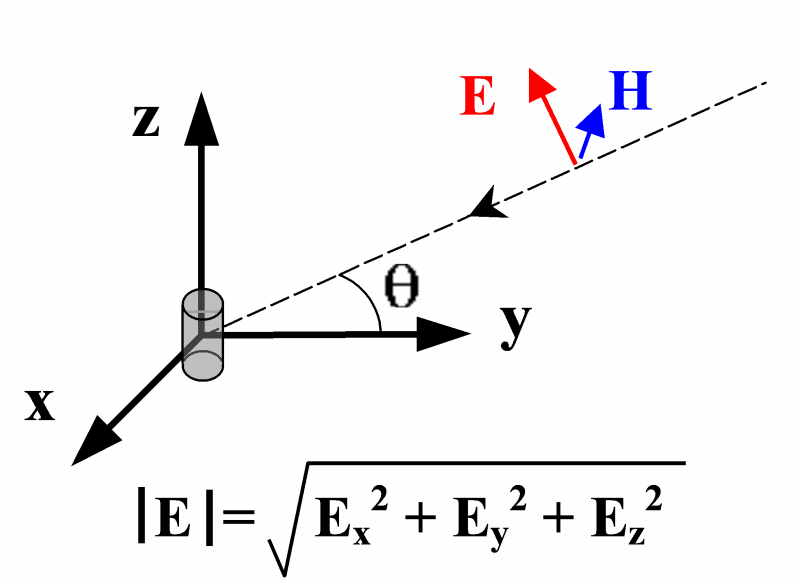
El campo E en esquema ortogonal

La medición isotrópica ideal de EMF o CEM se obtienen con el uso de un sensor de campo eléctrico (E) o uno de campo magnético (H) el cual puede ser isotrópico o mono-axial, pasivo o activo.
Con un sensor mono-axial la medida depende de la posición del sensor, por tanto, se requerirán tres situados en direcciones ortogonales en el mismo punto del espacio.
Ejemplo clásico es la utilización de una sonda que tome la componente del campo eléctrico (E) paralelo a la dirección en su eje simétrico, donde (E) es la amplitud del campo eléctrico incidente y θ el ángulo entre la directivo del campo eléctrico y el eje simétrico del sensor.
En este caso la señal detectada es del tipo |E| cos θ (derecha). Esto permite de obtener la amplitud total del campo:
{\displaystyle |E|={\sqrt {E_{x}^{2}+E_{y}^{2}+E_{z}^{2}}}}
o, en el caso del campo magnético
{\displaystyle |H|={\sqrt {H_{x}^{2}+H_{y}^{2}+H_{z}^{2}}}}

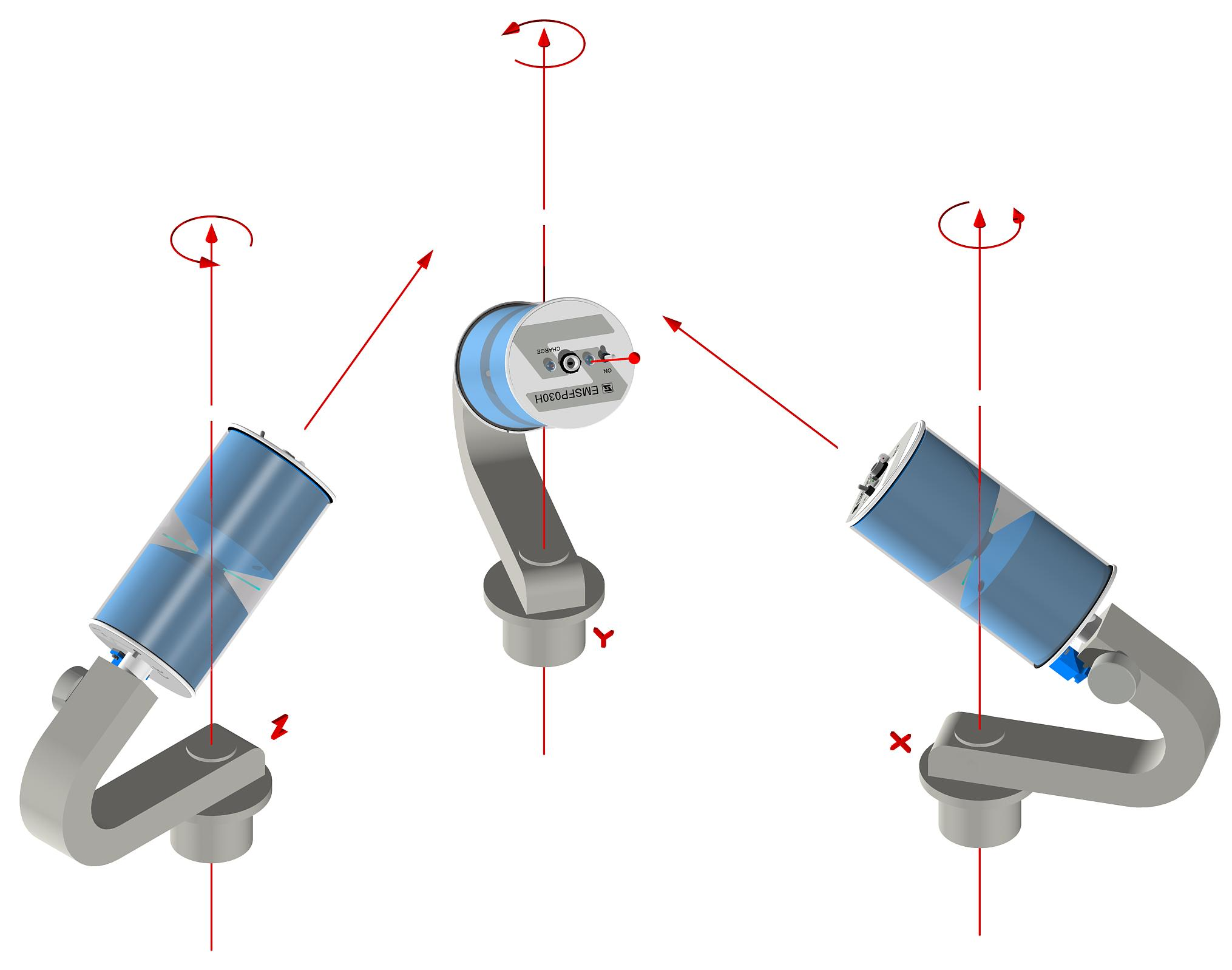

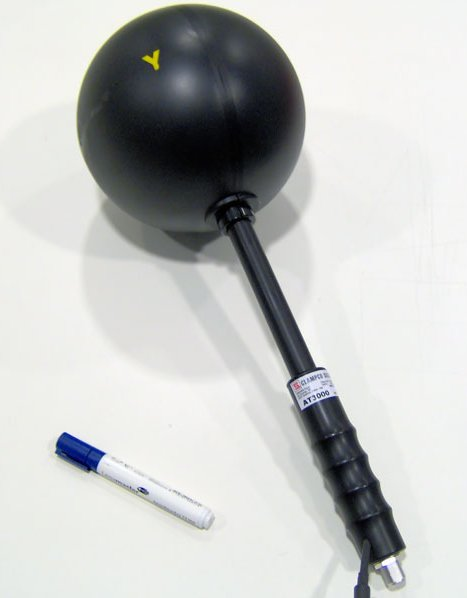
Antena isotrópica AT3000 (sonda pasiva, 20 MHz – 3000 MHz)

Si se utiliza una sonda isotrópica (tri-axial) el procedimiento de medición es más sencillo, porque el valor total del campo eléctrico se toma con único sensor sin tener necesidad de cambiar posición del sensor, esto se obtiene porque el sensor tri-axial incorpora tres dipolos ortogonales que permiten la realización espacial de la medida.
Esto permite de adquirir cada uno de los valores tomando tres intervalos de tiempo con el supuesto de tiempo fijo en los componentes del campo

## Sensores activos y pasivos
Los sensores activos incorporan componentes activos que permiten ejecutar mediciones más precisas a lo de los sensores pasivos.
De hecho un sensor o antena pasiva capta la energía de un campo electromagnético y lo envía a un conector de cable RF. La señal se dirige a un analizador de espectro, la señal puede ser modificada en especiales condiciones de campo, para evitar que la señal venga modificado se puede usar un portador óptico para transferir la señal. 

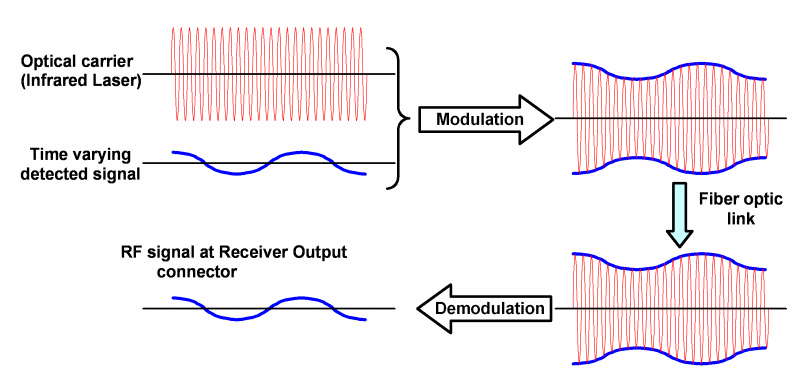

Los componentes básicos del sistema son antena de captación electro-ópticos para enviar la señal, un portador óptico de señal electromagnética y un convertidor optoelectrónico. A través de un enlace de fibra óptica la señal se convierte en señal eléctrica. La señal eléctrica de esto modo se va a un analizador de espectro con cable común RF a 50 Ω.

## Desviación isotrópica

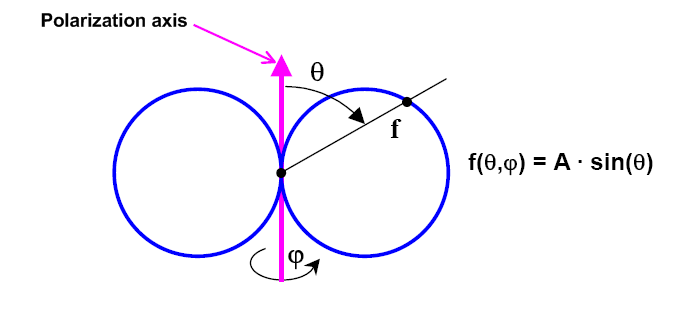
Esquema radiación di dipolos cortos

La desviación isotrópica en las mediciones EMF o CEM es un dato que muestra la precisión de la capacidad de medición independiente de la posición de sensores o sondas. Si la medición está tomada con una configuración ortogonal X,Y,Z,:
{\displaystyle |E|={\sqrt {E_{x}^{2}+E_{y}^{2}+E_{z}^{2}}}}
Para que la expresión sea verdadera es necesario que la sonda tiene un esquema similar a dipolos-cortos sin(θ)
{\displaystyle f(\theta ,\phi )=A\cdot \sin(\theta )}
A es función de frecuencia. La diferencia entre los datos de radiación ideal del dipolos y lo de la sonda se llama desviación isotrópica.